# Frank Lobos
Frank Lobos (sinh ngày 25 tháng 9 năm 1976) là một cầu thủ bóng đá người Chile.

## Sự nghiệp câu lạc bộ
Frank Lobos đã từng chơi cho Mito HollyHock.

## Thống kê câu lạc bộ

### J.League
| Đội            | Năm       | J.League | J.League | J.League Cup | J.League Cup | Tổng cộng | Tổng cộng |
| Đội            | Năm       | Trận     | Bàn      | Trận         | Bàn          | Trận      | Bàn       |
| -------------- | --------- | -------- | -------- | ------------ | ------------ | --------- | --------- |
| Mito HollyHock | 2003      | 16       | 1        | -            | -            | 16        | 1         |
| Tổng cộng      | Tổng cộng | 16       | 1        | 0            | 0            | 16        | 1         |